# Vordernberg
Vordernberg é um município da Áustria, situado no distrito de Leoben, na estado da Estíria. Tem 27,87 km² de área e sua população em 2019 foi estimada em 1.018 habitantes.